# 风鹱属
风鹱属，也称鹱属，是鸌形目鹱科下的一个属。

## 命名與分類
本屬為瑞典生物學家卡尔·林奈於其出版的《自然系統》第十版所建立的屬之一。其模式種由英國動物學家喬治·羅伯特·格雷於1840年指定為白颏风鹱。屬名來自於拉丁語的，為「暴風雨、大風」之意。
在生物分類學上，1998年的研究認為本屬與燕鸌屬為姊妹群的關係；但在2022年的研究則指出本屬應與、水薙鳥屬及剪水鹱属組成的分支為姊妹群，而燕鸌屬則與擬燕鸌屬關係較近。

## 下属物种
本属包括以下5個物种：
- 灰风鹱 Procellaria cinerea Gmelin, JF, 1789
- 白颏风鹱 Procellaria aequinoctialis Linnaeus, 1758
- 白眶风鹱 Procellaria conspicillata Gould, 1844
- 黑风鹱 Procellaria parkinsoni Gray, GR, 1862
- 大黑风鹱 Procellaria westlandica Falla, 1946

## 外部連結
- 维基共享资源上的相關多媒體資源：风鹱属
- 維基物種上的相關：风鹱属